# Blažo Rajović
Blažo Rajović (in serbo Блaжo Pajoвић?; Podgorica, 26 marzo 1986) è un ex calciatore montenegrino, di ruolo difensore.